# Álvaro Almeyda
Álvaro Almeyda Orozco (Barranquilla, 1988) es un director, productor y guionista colombiano, reconocido principalmente por su largometraje Qué rico país (2019), exhibido en el Bogotá Audiovisual Market BAM.

## Carrera
Graduado en periodismo en la Universidad del Rosario de Bogotá y formado en producción cinematográfica en el Instituto de Cine de Hollywood, Almeyda inició en el mundo del cine y la televisión a comienzos de la década de 2010 involucrándose en proyectos como cortometrajes, largometrajes y series, trabajando para compañías como Dago García Producciones, NatGeo, Fox Telecolombia, Caracol y RCN.
Con Dago García Producciones colaboró como asistente de dirección en los filmes El control y El paseo 3, ambas de 2013. Con Fox Telecolombia trabajó como coordinador de postproducción en series de televisión como Los graduados y El capo 3.
Actualmente se desempeña como gerente general de René Grazzo Producciones, compañía con la que desarrolla proyectos cinematográficos. Mediante esta compañía estrenó su primer largometraje, titulado Que rico país (2019), en la que ofició como director, productor y escritor. La cinta hizo parte de la sección Screenings en el Bogotá Audiovisual Market BAM y recibió el galardón Labodigital. Ese mismo año ofició como jefe de producción en la película Los Ajenos Fútbol Club de Juan Camilo Pinzón.

## Filmografía

### Como director
- 2019 - Que rico país

### Como asistente de dirección
- 2013 - El control
- 2013 - El paseo 3

### Como coordinador
- 2014 - Los graduados
- 2014 - El capo 3